# Музей вина Лунгаротти
Музей вина в Торджано — специализированный частный музей Торджано в собственности Винодельни Лунгаротти (Cantine Lungarotti), в центре винодельческой зоны, которая находится между городами Перуджа и Ассизи и знаменита своими марками вина Rosso DOC и Torgiano rosso riserva DOCG.

## История создания
Музей, созданный в 1974 году и находящийся во дворце Graziani-Baglioni XVII века, в помещениях, которые ранее использовались для хранения сельскохозяйственного продовольствия, является одним из важнейших музеев Италии в своей области
Идея создания и реализации Музея вина принадлежит Марии Грации Маркетти, искусствоведу, жене Джорджо Лунгаротти, одного из патриархов энологии Италии. Музей находится, вместе с Музеем оливкового дерева и оливкового масла, в ведении Фонда Лунгаротти, организации, которая занимается развитием сельскохозяйственной культуры Италии через исследовательскую работу, выставки, конференции и публикации.

## Экспозиция
В 20 залах расположены более 2800 экспонатов, таких как археологические находки, керамика, графика, антикварная печатная продукция и другие произведения искусства, которые дают документальное подтверждение значения вина в средиземноморской культуре с 3000 лет до н. э. и до наших дней, рассказывают о его истории, потреблении как продукта питания, использовании в медицине, и упоминание в мифологии.
Экспонаты расположены в соответствии с тематикой. Визит начинается с обзора истоков культуры вина на Ближнем Востоке, и их расширение в Средиземноморском регионе (зал № 1). Здесь представлены различные археологические находки, начиная с бронзового века и до поздней античности.
В следующих залах (№ 2-8) иллюстрируются техники виноделия в Умбрии. Годовой цикл виноделия и традиционная техника работы демонстрируются через большое количество средств и орудий труда. Значительной является и часть, иллюстрирующая условия и места для потребления вина. В подвальных помещениях дворца находится большой зал, посвященный производству вина, в котором представлены прессы, дистилляторы, котлы, аппарат для разлива вина, кувшины из глины. Небольшой зал (№ 6) иллюстрирует различные фазы по производству «Vino Santo» вина, которое в Умбрии подается, в соответствии с древней традицией, во время ежегодных семейных праздников. Следует зал (№ 7), рассказывающий о ремеслах, имеющих отношение к виноделию, таких как бондарь, кузнец, ремесленников занимавшихся производством чанов для вина, веревок, корзин и т. д. с большой коллекцией инструментов.
После зала, посвященного порядку регламентации времени сбора винограда, использованию и продаже вина (№ 8), экспозиция продолжается в двух залах, посвященных ремесленному производству и виноделию непосредственно в Торджано (№ 9-10).
В следующих залах (№ 11-15) внимание концентрируется на большой коллекции старинных ёмкостей для вина из керамики из самых знаменитых зон по производству в Италии. В соответствии с тематикой керамика разделена на три сектора «вино как продукт питания» (графины, бутылки и т. д.), «вино как лекарство» (альбарелло, аптечные ёмкости для мазей, растворов, лекарств), «вино и миф» (живопись, среди которой выделяются произведения Мастро Джиорджи Андреоли, скульптура — бюст Бахуса, предположительный автор Джироламо Делла Роббиа, символические росписи, в основном имеющие связь с загадочной личностью Диониса/Бахуса).
В следующем зале (№ 16) можно полюбоваться большой коллекцией вафельных форм, использующихся для приготовления тонкого печения, которое обычно подается к Vin Santo.
Следует богатая коллекция гравюр и рисунков имеющих отношение к Дионису (№ 17), состоящая из около 600 экспонатов, среди которых есть произведения Мантегни, Караччи, Гуттузо и Пикассо. После зала, посвященного экслибрисам (№ 18), визит заканчивается выставкой печатной продукции, включающей рассказы и трактаты о вине, а также альманахи (№ 19).

## Награды
В 1992 году в Париже, во время III Salon International des Musées музею был присвоен приз «Prix de l'Excellence Regionale».

## Замечания
1. ↑  dati.beniculturali.it — 2014.
2. 1 2  Indagine sui musei e le istituzioni similari — 2022.
3. 1 2  Indagine sui musei e le istituzioni similari — 2024.
4. ↑  ISTAT Indagine sui musei e le istituzioni similari — 2021.
5. ↑  Indagine sui musei e le istituzioni similari — 2020.
6. ↑  Indagine sui musei e le istituzioni similari — 2023.
7. ↑  Статья в New York Times от 28 декабря 2010
8. ↑  Istituto enciclopedico Treccani, Dizionario Biografico degli Italiani. Дата обращения: 25 июля 2012. Архивировано 30 января 2016 года.
9. ↑  Amedeo Benedetti, Il Museo del Vino di Torgiano, in «Insegnare», Roma, CIDI, n. 10-11, ottobre-novembre 2006, p. 60
10. ↑  Giovanni Ranieri Fascetti, I ferri da cialda: documenti del costume e del gusto fra rinascimento dei miti ed eucaristia profana, Gruppo culturale Rosellini, ETS, Pisa, 1997

## Список литературы
- Alessandra Uncini; curatela scientifica di Mario Torelli, Museo del vino di Torgiano. Materiali archeologici, Perugia, Electa Editori Umbri Associati, 1991
- Carola Fiocco, Gabriella Gherardi; curatela scientifica di Gian Carlo Bojani, Museo del vino di Torgiano. Ceramiche, Perugia, Electa Editori Umbri Associati, 1991
- Cristina Gnoni Mavarelli; curatela scientifica di Gianvittorio Dillon; filigrane a cura di Rossana Lanfiuti Baldi, Museo del vino di Torgiano. Incisioni, Perugia, Electa Editori Umbri Associati, 1994
- Fondazione Lungarotti, Museo del Vino. Itinerario, Perugia, 1994
- Monica Amari, I musei delle aziende. La cultura della tecnica tra arte e storia, Franco Angeli, Milano, 2001
- Amedeo Benedetti, Il Museo del Vino di Torgiano, in «Insegnare», Roma, CIDI, n. 10-11, ottobre-novembre 2006, pagg. 60-61
- Maria Grazia Marchetti Lungarotti, Mario Torelli (a cura di), Vino. Tra mito e cultura, Milano, Skirà Editore, 2006
- Madel Crasta, I musei del gusto: mappa della memoria enogastronomica, Carsa, Pescara, 2007
- Ministero per i beni e le attività culturali, Il patrimonio museale antropologico. Itinerari nelle regioni italiane: riflessioni e prospettive, Gangemi, Roma, 2008